# Équipe cycliste Rytger
L'équipe cycliste Rytger est une équipe cycliste professionnelle féminine basée au Danemark créée en 2014 et dissoute en 2015.

## Classements UCI
Ce tableau présente les places de l'équipe au classement de l'Union cycliste internationale en fin de saison, ainsi que la meilleure cycliste au classement individuel de chaque saison.
| Année | Classement par équipes | Meilleure coureuse au classement individuel |
| 2014  | 28e                    | Henriette Woering (202e)                    |
| 2015  | 31e                    | Kelly Markus (187e)                         |

## Encadrement
En 2014 et 2015, Stefan Huusko est le directeur sportif de l'équipe et Brian Henriksen son représentant auprès de l'UCI.

## Rytger en 2015

### Arrivées et départs
| Arrivées                 | Équipe 2014         |
| ------------------------ | ------------------- |
| Amy Hill                 | Néo-professionnelle |
| Ellinor Huusko           | Néo-professionnelle |
| Olivia Overskov Jakobsen | Néo-professionnelle |
| Nina Krebs Ovesen        | Néo-professionnelle |
| Melanie Woering          | Néo-professionnelle |

| Départs                 | Équipe 2015 |
| ----------------------- | ----------- |
| Julie Valgren Andersen  | Amateur     |
| Nina Schultz Nielsen    | Amateur     |
| Malin Kristina Nystrand | Amateur     |
| Anna Pålsson            | Amateur     |

### Effectif
| Effectif 2015                  | Effectif 2015     | Effectif 2015       | Effectif 2015                   |
| Cycliste                       | Date de naissance | Pays                | Équipe précédente               |
| ------------------------------ | ----------------- | ------------------- | ------------------------------- |
| Amy Hill                       | 4 juillet 1995    | Royaume-Uni         |                                 |
| Ellinor Huusko                 | 17 décembre 1996  | Suède               |                                 |
| Olivia Overskov Jakobsen       | 29 septembre 1996 | Royaume du Danemark |                                 |
| Cecilie Uttrup Ludwig          | 23 août 1995      | Danemark            | Arbejdernes Bicykle Club (2013) |
| Kelly Markus                   | 7 février 1993    | Pays-Bas            | Skil-Argos (2013)               |
| Nina Krebs Ovesen              | 20 février 1996   | Royaume du Danemark |                                 |
| Kamilla Sofie Vallin           | 18 août 1993      | Royaume du Danemark |                                 |
| Henriette Woering              | 18 janvier 1992   | Pays-Bas            |                                 |
| Melanie Woering                | 18 janvier 1992   | Pays-Bas            |                                 |
| Chloe Fraser (1 janv.–19 août) | 20 septembre 1993 | Royaume-Uni         |                                 |
|                                |                   |                     |                                 |
| Source : ProCyclingStats       |                   |                     |                                 |

### Victoires
Pas de victoire UCI.

## Rytger en 2014

### Effectifs
| Effectif 2014            | Effectif 2014     | Effectif 2014       | Effectif 2014                   |
| Cycliste                 | Date de naissance | Pays                | Équipe précédente               |
| ------------------------ | ----------------- | ------------------- | ------------------------------- |
| Julie Valgren Andersen   | 15 juin 1994      | Royaume du Danemark |                                 |
| Cecilie Uttrup Ludwig    | 23 août 1995      | Danemark            | Arbejdernes Bicykle Club (2013) |
| Kelly Markus             | 7 février 1993    | Pays-Bas            | Skil-Argos (2013)               |
| Nina Schultz Nielsen     | 9 juin 1993       | Royaume du Danemark |                                 |
| Malin Kristina Nystrand  | 21 avril 1995     | Suède               |                                 |
| Anna Pålsson             | 20 septembre 1994 | Suède               |                                 |
| Kamilla Sofie Vallin     | 18 août 1993      | Royaume du Danemark |                                 |
| Henriette Woering        | 18 janvier 1992   | Pays-Bas            |                                 |
|                          |                   |                     |                                 |
| Source : ProCyclingStats |                   |                     |                                 |

### Victoires

#### Sur piste
| Date        | Course                                    | Pays     | Classe | Vainqueur    |
| ----------- | ----------------------------------------- | -------- | ------ | ------------ |
| 27 décembre | Championnats des Pays-Bas de l'américaine | Pays-Bas | CN     | Kelly Markus |